# Neopelta plinthosellina
Neopelta plinthosellina is een sponssoort in de taxonomische indeling van de gewone sponzen (Demospongiae). Het lichaam van de spons bestaat uit kiezelnaalden en sponginevezels, en is in staat om veel water op te nemen. 
De spons behoort tot het geslacht Neopelta en behoort tot de familie Neopeltidae. De wetenschappelijke naam van de soort werd voor het eerst geldig gepubliceerd in 1988 door Lévi & Lévi.